# 庫萬德克
51°29′N 57°21′E / 51.483°N 57.350°E
庫萬德克 （俄语：Куванды́к）是俄羅斯奧倫堡州的一個城市，位於奧倫堡以東194公里的薩克馬拉河畔。2002年人口28,679人。
19世紀末期建立，1953年設市。